# Helicia subcordata
Espèce
Statut de conservation UICN

 CR B1+2abcde : 
En danger critique
Helicia subcordata est une espèce de plantes à fleurs du genre Helicia de la famille des Proteaceae. Elle est endémique de Papouasie-Nouvelle-Guinée et est menacée du fait de la disparition de son habitat.